# عاشور الطويبي
عاشور الطويبي أو عاشور بشير الطويبي (3 أكتوبر 1952 -)، شاعر ومترجم ورسام وطبيب ليبي. عضو لجنة تحكيم الجائزة العالمية للرواية العربية (بوكر) عام 2022. ومدير مهرجان طرابلس العالمي للشعر في دورته الأولى بعد سقوط نظام القذافي عام 2012. ترجمت بعض أعماله إلى الإنجليزية والفرنسية والبولندية.

## النشأة
ولد عاشور الطويبي قبل وقت قصير من استقلال ليبيا، عام 1952، بالعاصمة الليبية طرابلس، وبدأ نشر محاولاته الشعرية الأولى أثناء دراسته في كلية الطب بجامعة الفاتح في النصف الثاني من عقد السبعينات من القرن العشرين. «ولم تكن تلك الكتابات الشعرية التي نشر الطويبي بعضها، عاميْ 1977 و1978 تحديدًا، سوى محاولات أولى محملة عادةً بقلق البدايات وارتباكها، لكن التجربة لم تلبث أن تبلورت وترسخت إبان عشرية الثمانينات، التي سافر خلالها الشاعر إلى أوروبا (إيرلندة) للدراسة العليا في مجال الطب، ما أتاح له فرصة الاحتكاك المباشر بتجربة الحداثة الأوروبية».
نشر أشعاره وترجماته في العديد من المواقع والمجلات العربية ، وتُرجم له كتابان باللغة الإنجليزية وكتابان باللغة الفرنسية وكتاب واحد باللغة البولندية ، وكذلك ترجم كلًا من الشاعر الليبي خالد مطاوع والشاعر البريطاني جيمس بيرن بعضًا من أشعاره إلى الإنجليزية. وكان عضوًا، مع الكاتبة اللبنانية إيمان حميدان والأكاديمية البلغارية بيان ريحانوفا والشاعرة الكويتية سعدية مفرح، في لجنة تحكيم الجائزة العالمية للرواية العربية عام 2022، برئاسة الناقد والروائي والأكاديمي التونسي شكري المبخوت.

## أعماله

### كتب شعريه
- «قصائد الشرفة»، مطبعة السفير، الإسكندرية، 1993
- «أصدقاؤك مرّوا من هنا»، مركز الحضارة العربية، القاهرة، 2002
- «نهر الموسيقى»، منشورات مجلس تنمية الابداع الثقافي، طرابلس، 2004
- «صندوق الضحكات القديمة»، دار الكتاب الجامعي غريان، غريان، 2006
- «قصائد من أعلى الهضبة وظلال الرمل»، مجلس الثقافة العامة، طرابلس، 2008
- «في معرفة الكائنات والأشياء»، دار الفرجاني، طرابلس، 2010
- «عن العزلة وأشياء أخرى»، دار أركنو للطباعة والنشر، طرابلس، 2013
- «شذرات: مختارات شعرية وقصائد جديدة»، دار أركنو للطباعة والنشر، طرابلس، 2013
- «البرقوق لا ينتظر طويلا»، دار أركنو للطباعة والنشر، طرابلس، 2014
- «ابن رشد في لباس البحر»، دار أركنو للطباعة والنشر، طرابلس، 2021
- «كاليماخوس القوريني يعبر حقل الصبار»، دار أركنو للطباعة والنشر، طرابلس، 2021
- «رأيت النهر وأشجار الصنوبر»، دار أركنو للطباعة والنشر، طرابلس، 2021
- «شذرات وصور»، دار أركنو للطباعة والنشر، طرابلس، 2021
- «ارتجال عازف الترمبيت»، دار أركنو للطباعة والنشر، طرابلس، 2022
- «إبيجرامات ليبية وقصائد ريفية»، الهيئة العامة المصرية للكتاب (سلسلة الابداع الشعري العربي)، القاهرة، 2022 [18]
- «الآن سأقفز الجدول الصغير»، دار أركنو للطباعة والنشر، طرابلس، 2022

### كتب مترجمة
- «زهرة تطفو على الماء: مختارات من الشعر العالمي»، اللجنة الشعبية العامة للثقافة، طرابلس، 2006
- «زلزلة السماء: فيسينتي أوديبرو»، المؤسسة العامة للثقافة، طرابلس، 2009
- «سادة الهايكو: مختارات من قصيدة الهايكو اليابانية في أربعة قرون»، المؤسسة العامة للثقافة، طرابلس، 2010
- «مختارات من ديوان شمس تبريز لجلال الدين الرومي»، دار أركنو للطباعة والنشر، طرابلس، 2013
- «قصائد النشوة: مختارات من قصائد كبير»، دار أركنو للطباعة والنشر، طرابلس، 2013
- «غربال الروح، غزليات ورباعيات جلال الدين الرومي»، منشورات الجمل، بيروت، 2015
- «الشاعر الهندي كبير: مدّاحُ الكائنات»، منشورات الجمل، بيروت، 2016

## كتبه المترجمة إلى لغات أجنبية
- Poems from above the hill, Ashur Etwebi, Parlor Press, 2011,USA
- znikające łodzie, Ashur Etwebi, Instytut Mikolowski, 2016, Poland
- Un jet de pierres, Ashur Etwebi, Al Manar, 2016, France
- Le chagrin des absents, éditions érés, 2018, France
- Five scenes from a failed revolution, Arc Publications, 2022, U.K
- MAINTENANT, J’ENJAMBE LE PETIT RUISSEAU, Apic Éditions, Alger, 2022